# Fabre d’Églantine
Fabre d’Églantine, eredeti nevén: Philippe François Nazaire Fabre (Carcassonne, 1750. július 28. – Párizs, 1794. április 5.) francia színész, költő, vígjátékíró, politikus.

## Életrajza

### A francia forradalom előtt
A toulouse-i törvényszék ügyvédjének fiaként látta meg a napvilágot. Költői álnevét 1771-ben választotta, miután a toulouse-i Jeux floraux pályázaton „arany vadrózsakoszorúval”(I. díj) (valójában aranyozott liliommal, II. díj) díjazták a Szűz dicséretére írt szonettjéért.
A költő Toulouse-ban egyházi intézményben lakott, melyet – engedve a színészet csábításának – otthagyott és csatlakozott egy vándorszínházhoz. 1772–1777 között a társulattal bejárta a mai Franciaország és Belgium területét, de nagy sikert nem aratott: megmaradt közepes képességű színésznek. 1776-ban érkezett a németalföldi Namur-be, ahonnan egy évvel később elzavarták, mert meg akarta szöktetni a társulat egyik színészének tizenöt éves lányát.
1778. november 9-én feleségül vette Strasbourg-ban Marie-Nicole Godin-t, Alain-René Lesage regény- és drámaíró unokáját. A házaspár 1779–1781 között Maastricht-ban játszott, ahol 1780. február 7-én mutatta be Fabre d’Églantine első színházi darabját, a Laure et Pétrarque című operettet. Ennek – a kor ízlését tükröző – dalbetétje, az „Il pleut, il pleut bergère…” (Esik, esik, pásztorlányka…) óriási népszerűségre tesz szert, egyike a legismertebb gyermekdaloknak. Számos vígjátékot írt Diderot és Beaumarchais szellemében. Közben játszott Arras-ban (1781), Douai-ban (1782) és Lyonban (1784). A következő évben elnyerte a nîmes-i és az avignon-i színházak igazgatói posztját.
1787-ben Párizsban telepedett le, ahol folytatta a színdarabok írását. Legismertebb művei: Le Collatéral (1789) és a forradalmi szellemű Philinte de Molière (1790). Önteltsége és folytonos intrikái miatt kollégái megharagudtak rá és sikerült elérniük, hogy színpadi előadásait kifütyüljék.

### A francia forradalom idején
Már ismert színész és színpadi szerző, amikor kitört a nagy francia forradalom. Eleinte nem nagyon érdekelték a körülötte zajló események, de 1789 végén politizálni kezdett. A kötélverők negyedében lakott, ahol előbb csatlakozott a helyi klubhoz, majd összeismerkedett Georges Jacques Dantonnal és Jean-Paul Marat-val. Hatásukra belépett a Cordeliers klubba, később pedig Jakobinus klubba, ideje nagy részét azonban továbbra is színdarabok írásának szentelte. A L'Intrigue épistolaire című vígjátéka nagy sikert aratott, utolsó műve azonban az 1792 augusztusában bemutatott Le Sot orgueilleux, amelyben a forradalmárokat gúnyolta ki, nem tetszett a hatalom új birtokosainak.
A színházból befolyó jövedelem nem volt elegendő a pénzt két kézzel szóró művésznek. 1791 elején a királypárti tengerészeti miniszteren keresztül felajánlotta az udvarnak, hogy hozzanak létre a jakobinus klubon belül egy monarchiához húzó irányzatot; ezzel mintegy hárommillió fontra tehetnének szert. A befolyás nélküli írót nem vették komolyan. 1792. augusztus 11-én végül is megoldódni látszottak pénzügyi gondjai: Danton ugyanis maga mellé vette titkárnak az igazságügyi minisztériumba. Itt – kimerítve a titkos alapokat – más kétes ügyletekbe is belekeveredett: Maximilien de Robespierre azzal vádolta meg, hogy 40 000 font tiszta haszonnal adott el olyan lábbeliket a hadseregnek, melyek tizenkét óra használat után szétfeslettek. Beszámoló a teljhatalmú népnek címmel falragasz-újságot szerkesztett, melynek hangvitelével meghaladta Marat radikalizmusát. Halálos ítéletek követelésével egyike az 1792. szeptemberi mészárlások fő felelőseinek.
1792-ben Szajna megye (Départment de la Seine) képviselője lett a Nemzeti Konventben. A rendíthetetlenek közé tartozott, kevés alkalommal szólalt fel, általában a háttérben intrikált, szavazatait pedig saját érdekei szerint adta le. A Konventben a XVI. Lajos halálára szavazott. A Hadügyi Bizottság tagjaként rendre visszaélt hatalmával, s használta fel saját célra az állami kiadásokat. A Francia Kelet-indiai Társaság részvényeivel spekulált, befolyását az általa irányított La Gazette de France hasábjain folytatott sajtókampánnyal igyekezett érvényre juttatni.
Az Általános Biztonsági Bizottság tagjaként sikerrel számolta fel a külfölddel kapcsolatot tartó kereskedelmi társaságokat és bankokat, azzal vádolva meg azokat, hogy hírszerző ügynökségek. Valószínűleg ő a szerzője az Francia Kelet-indiai Társaság felszámolásával kapcsolatos hamis határozatnak. Zavaros ügyletei folytán Robespierre rajta keresztül talált ürügyet Danton ellen – őt tartotta Danton rossz szellemének. Szerinte Fabre d’Églantine „művésze annak, hogyan adja át tudtukon kívül másoknak saját ötleteit és saját érzéseit”.
A Francia Kelet-indiai Társaság felszámolásában játszott szerepe miatt kizárták a jakobinus klubból és letartóztatták. Perében úgy védekezett, hogy másokat vádolt meg. Halálra ítélték és II. esztendő Sarjadás hava 17-én 1794. április 5.), ugyanazon a napon, mint Danton, ő is nyaktilón végezte.
A legenda szerint a vérpadra menet, a kordén ülve elsírta magát, mert nem tudta befejezni egyik versét. A szarkazmusáról híres Danton állítólag azt mondta neki: „Ne nyugtalankodj már, egy hét múlva férgek ezreit fogod költeni…”
Fabre d’Églantine nagyban kivette részét a francia forradalmi naptár szerkesztéséből: ő alkotta meg hónapjainak és napjainak neveit.

## Fordítás
- Ez a szócikk részben vagy egészben  a   Fabre_d'Églantine című francia Wikipédia-szócikk fordításán alapul.  Az eredeti cikk szerkesztőit annak laptörténete sorolja fel. Ez a jelzés csupán a megfogalmazás eredetét és a szerzői jogokat jelzi, nem szolgál a cikkben szereplő információk forrásmegjelöléseként.